# Don Juan (film, 1998)
Pour les articles homonymes, voir Don Juan (homonymie).
Pour plus de détails, voir Fiche technique et Distribution.
Don Juan est l'unique film français réalisé par Jacques Weber, c'est une coproduction française, allemande et espagnole. Le film est sorti en 1998.

## Synopsis
L'histoire est celle de la célèbre pièce Dom Juan de Molière, le texte étant revu et « déconstruit » par Jacques Weber.

## Fiche technique
- Réalisation : Jacques Weber
- Scénario : Jacques Weber d'après Molière
- Producteur : Gérard Jourd'hui
- Image : José Luis Alcaine
- Costumes : Sylvie de Segonzac
- Musique : Bruno Coulais
- Montage : Jacques Witta
- Durée : 104 minutes
- Dates de sortie :
  - France : 18 mars 1998
  - Espagne : 10 mars 2000

## Distribution
- Jacques Weber : Don Juan
- Michel Boujenah : Sganarelle
- Emmanuelle Béart : Elvire
- Penélope Cruz : Mathurine
- Ariadna Gil : Charlotte
- Denis Lavant : Pierrot
- Michael Lonsdale : Don Luis
- Jacques Frantz : Don Alonse
- Pierre Gérard : Carlos
- Arnaud Bedouët : La Violette
- Philippe Khorsand : Monsieur Dimanche
- Lucas Uranga : Ragotin
- Pedro Casablanc : Lucas

## Distinctions
- Le film a été nommé pour le césar des meilleurs costumes lors de la 24e cérémonie des César.